# تشارلز لومبا-كودي
تشارلز لومبا-كودي (بالفرنسية: Charles Lombahe-Kahudi)‏ مواليد 19 يوليو 1986، هو لاعب كرة سلة فرنسي من أصل كونغولي يلعب مع فريق لو مان سارت باسكت في الدوري الفرنسي لكرة السلة الدرجة الأولى ويحمل الرقم 5. يبلغ طوله 6 قدم 6.5 بوصة (2.0 م).

## فرق لعب لها
- شوليه باسكت
- جاي دي أيه ديجون
- لو مان سارت باسكت

## الميداليات
| الميدالية | المسابقة                         |
| --------- | -------------------------------- |
| برونزية   | بطولة كأس العالم لكرة السلة 2014 |
| ذهبية     | بطولة أمم أوروبا لكرة السلة 2013 |
| فضية      | بطولة أمم أوروبا لكرة السلة 2011 |

## روابط خارجية
- تشارلز لومبا-كودي على موقع الاتحاد الدولي لكرة السلة (الإنجليزية)
- تشارلز لومبا-كودي على موقع كرة السلة الأوروبية.كوم (الإنجليزية)
- تشارلز لومبا-كودي على موقع ريلجم (الإنجليزية)
- تشارلز لومبا-كودي على موقع بروبوليرز (الإنجليزية)
- تشارلز لومبا-كودي على موقع سبورتس رفرنس (الإنجليزية)
- تشارلز لومبا-كودي على موقع اللجنة الأولمبية الدولية (الإنجليزية)
- تشارلز لومبا-كودي على موقع أوليمبيديا (الإنجليزية)
- تشارلز لومبا-كودي على موقع اللجنة الأولمبية الفرنسية (مؤرشف) (الفرنسية)